# Rafinerijski gasovi
Rafinerijski gasovi su gasovi koji nastaju prilikom prerade nafte ili produkata njene prerade.
Frakcionisanjem  se uglavnom odbijaju zasićenu ugljovodonici;
krekovanjam i reformisanjem uglavnom  nezasićeni, olefinski ugljovodonici.
Ovi gasovi se obično koriste za zagrevanje cevnih peći.